# Burgstall Meggenhofen
Der Burgstall Meggenhofen (mittelalterlicher Sitz Mekchenhoven) ist eine abgegangene Wasserburg in der Gemeinde Meggenhofen im Bezirk Grieskirchen von Oberösterreich. Der ursprünglich hier zu vermutende wehrhafte Holzbau lag in der Bachniederung zwischen Kirche und Pfarrhofsberg und war früher durch den Kadingerteich gekennzeichnet. Heute befindet sich hier der Kinderspielplatz.

## Geschichte
Ein Eigil de meginhofen wird 1120 erwähnt. 1170 ist Sigibert (Sigibrant) de meckinhoven angeführt. Im Lehensbuch von Herzog Albrecht III. von Österreich wird 1380 das Schloss Meggenhofen angeführt, das aber zur Herrschaft Starhemberg gehörte. Der Sitz wurde damals wie folgt erwähnt: „Wernhart der Tutschenberger hat zu Lehen das gechlozz zu Meckchenhofen“. 1386 ist hier ein Heinrich Fleischhacker genannt. 1388 sind die Eigentümer Stefan Geymann, Wolfgang Tutschenberger und Friedrich Chikner. 1416 ist hier Pschenke Ketringer ansässig. 1429 sind „der Sicz zu Mekchenhofen vnd der Pawhof des Mert Ketringen“ erwähnt. Ein Anschlag aus dem 16. Jahrhundert nennt einen Burchstall Meggenhouven. In diesem heißt es: „ist anderst nichts gebaut, allein ein Teichtl und ein Garten, da vor Zeiten der Sitz gestanden“. Damit ist angedeutet, dass der Sitz damals bereits abgekommen ist.

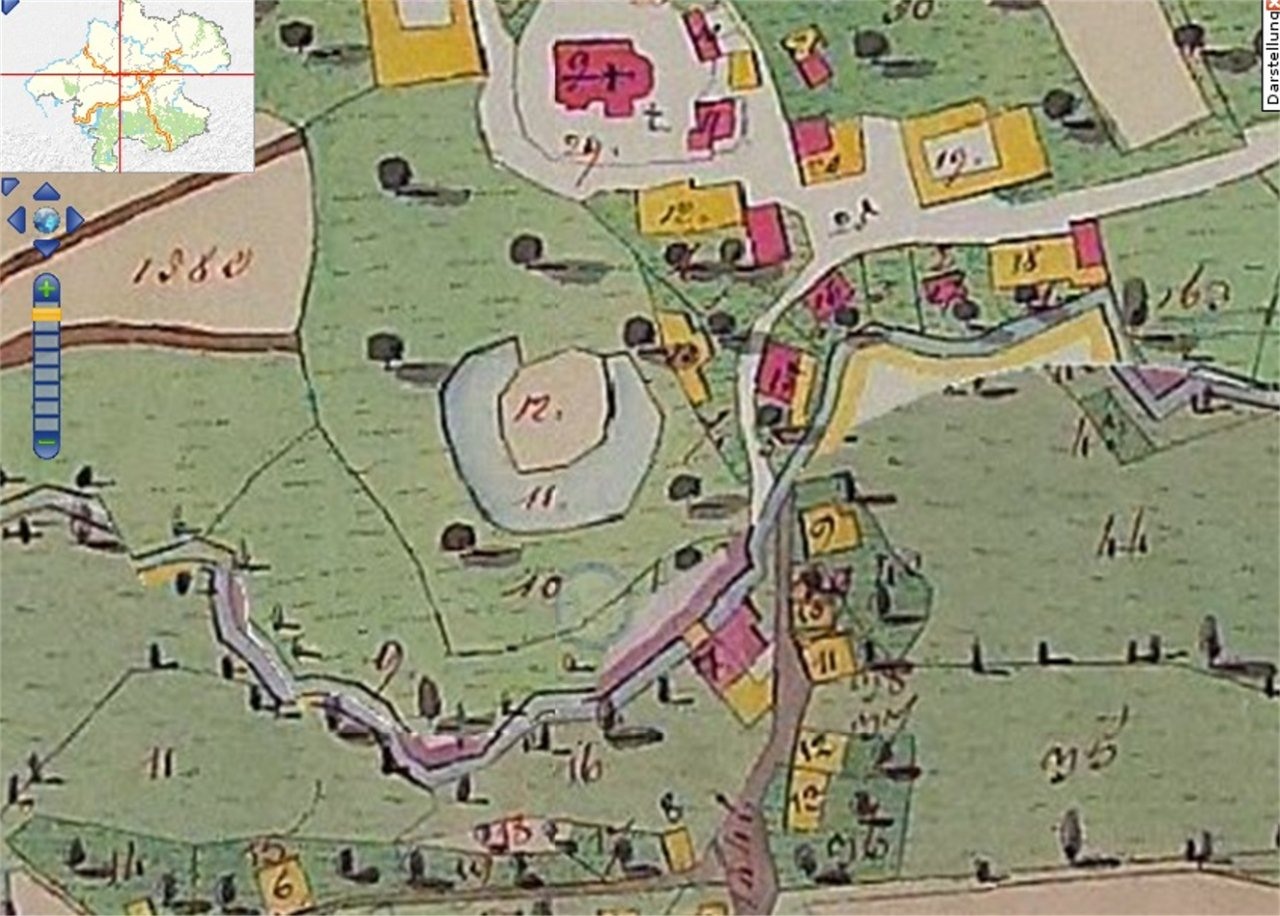
Burgstall Meggenhofen im Franziszeischen Kataster, erstellt zwischen 1817 und 1861

## Burgstall Meggenhofen heute
Im Franziszeischen Kataster war noch eine deutliche erkennbare Niederungsburg (Inselburgstall, kreisförmiger Wassergraben) vorhanden. Diese muss eingeebnet worden sein, wann genau ist nicht bekannt. Bei der Anlage eines Parks bzw. eines Kinderspielplatzes im Jahre 1970 stieß man auf den Rest von Pfählen, so dass die Berichte über ein einstiges Wasserschloss stimmen dürften. Auch beim Neubau eines Wohnhauses auf dem Nachbargrundstück wurden Holzreste gefunden.